# Rafael Miranda
Rafael Miranda da Conceição mais conhecido como Rafael Miranda, (Belo Horizonte, 11 de Agosto de 1984)  é um ex-futebolista brasileiro que atuava na posição de volante. Seu último clube foi o Vitória de Guimarães.
Saiu do Atlético Mineiro, clube onde foi revelado em 2005. No dia 12 de maio de 2009, o jogador se transferiu por empréstimo para o Atlético Paranaense, envolvendo uma troca entre ele e o atacante Julio César do Nascimento para o Galo.
Em 2010 se transferiu em definitivo para o Marítimo, de Portugal, com contrato de três anos e meio.
Em Minas Gerais, é conhecido como "xodó da vovó" por sempre prestar homenagem a sua avó nos jogos, quando fazia gols, fato raro por se tratar de um volante de marcação. O apelido lhe foi conferido pelo radialista Willy Gonser, ex-narrador oficial dos jogos do Atlético Mineiro pela Rádio Itatiaia de Belo Horizonte.
Em 5 de junho de 2013, Rafael Miranda se transferiu para o Bahia.
Em 2014 , participou da campanha no Campeonato Brasileiro que culminou no rebaixamento do Bahia para a Série B de 2015. No seguinte acertou com o ABC com contrato até o fim do ano.
No primeiro semestre fez boa campanha com a Ferroviária no Campeonato Paulista. Agora Rafael volta a Portugal onde fechou contrato com Vitória de Guimarães para a temporada 16/17.

## Títulos
Atlético Mineiro
- Campeonato Mineiro Juvenil: 2001
- Campeonato Brasileiro Série B: 2006
- Campeonato Mineiro: 2007

Bahia
- Campeonato Baiano: 2014

ABC
- Copa RN: 2015

### Outras Conquistas
Atlético Mineiro
- Supercopa: 1996
- Campeão do Torneio Fortuna Sittard: 2002
- Copa Integração: 2002, 2003
- Torneio Kvarnerska Rivijera: 2003, 2004
- Torneio de Grandes Clubes : 2004
- Taça Clássico dos 200 anos: 2008

Futebol de Salão
- Campeonato Metropolitano: 1993, 1994

## Prêmios Individuais
Atlético Mineiro
- Categoria Juvenil - Destaque do Ano: 2000
- Torneio Kvarnerska Rivijera - Destaque: 2004
- Campeonato Brasileiro, Datafolha - 2º melhor passador: 2005
- Troféu Guará - Melhor Volante: 2006
- Troféu Telê Santana - Seleção dos 11 melhores: 2006, 2007
- Troféu Globo Minas - Melhor Volante: 2007
- Troféu Telê Santana - Fair Player: 2009